# Marerano
Marerano is een plaats en commune in het zuiden van Madagaskar, behorend tot het district Beroroha, dat gelegen is in de regio Atsimo-Andrefana. Tijdens een volkstelling in 2001 telde de plaats 4.303 inwoners.
De plaats biedt alleen lager onderwijs en beperkt middelbaar onderwijs aan. 64% van de bevolking werkt als landbouwer, 34% houdt zich bezig met veeteelt en 1% verdient zijn brood als visser. Het belangrijkste landbouwproduct is rijst; andere belangrijke producten zijn mais en maniok. Verder is 1% actief in de dienstensector.